# 西賽德 (佛羅里達州)
西賽德（英語：Seaside）是位於美國佛羅里達州沃爾頓縣的一個非建制地區。該地的面積和人口皆未知。

## 地理
西賽德的座標為30°19′42″N 86°08′16″W / 30.32833°N 86.13778°W，而該地的平均海拔高度為10米（即33英尺）。